# Showtime (video)
Showtime es una grabación de video de la banda de rock británica  Blur, lanzada en febrero de 1995. Dirigida y editada por Matthew Longfellow y producida por Ceri Levy, la película es una grabación del concierto de la banda en Alexandra Palace, Londres, Inglaterra el 7 de octubre de 1994. Durante muchos años, el video solo se ha lanzado en el Reino Unido en VHS. Se produjo un seguimiento de culto para lanzarlo en DVD entre los fans[cita requerida], que tuvo éxito ya que una versión en DVD se incluye en el boxset Blur 21, lanzado el 30 de julio de 2012. 

## Lista de canciones
1. "Lot 105"
2. "Sunday Sunday"
3. "Jubilee"
4. "Tracy Jacks"
5. "Magic America"
6. "End of a Century"
7. "Popscene"
8. "Trouble in the Message Centre"
9. "She's So High"
10. "Chemical World"
11. "Badhead"
12. "There's No Other Way"
13. "To the End"
14. "Advert"
15. "Supa Shoppa"
16. "Mr. Robinson's Quango"
17. "Parklife"
18. "Girls & Boys"
19. "Bank Holiday"
20. "This Is a Low"